# Kolbasov
Kolbasov (em húngaro: Végaszó) é um município da Eslováquia, situado no distrito de Snina, na região de Prešov. Tem 15,97 km² de área e sua população em 2018 foi estimada em 70 habitantes.

## Demografia
| Ano:        | 1994 | 2004    | 2014    | 2024    |
| ----------- | ---- | ------- | ------- | ------- |
| Broj ljudi: | 179  | 117     | 85      | 61      |
| Razlika:    |      | -34,63% | -27,35% | -28,23% |

| Ano:               | 2023 | 2024   |
| ------------------ | ---- | ------ |
| Número de pessoas: | 62   | 61     |
| Diferença:         |      | -1,61% |